# I. Joscelin edesszai gróf
I. Joscelin edesszai gróf és galileai herceg (franciául: Josselin de Courtenay; Franciaország, 1070-es évek? – Kaiszun, 1131. október 1. előtt) francia nemes, keresztes lovag, 1102–1112 között Turbesszel uralkodója, 1113–1119 között Galilea és Tibériás hercege, 1118–1131 között Edessza grófja.

## Élete

### Származása és ifjúkora
Josselin de Courtenay valamikor az 1070-es évek elején látott napvilágot Joscelin courtenay-i úr és Isabelle de Montlhéry másodszülött gyermekeként. A Courtenay-ház egyike volt azon francia főnemesi családoknak, amik a keresztes hadjáratok révén gazdagodtak meg és emelkedtek fel. A családnak két másik fiúgyermeke volt: az idősebb Milo örökölte a francia főnemesi címet és vele együtt a birtokot, a fiatalabb Geoffrey pedig Josselinhez hasonlóan katonai pályára lépett. Édesanyja révén Josselin de Courtenay elsőfokú unokatestvéri rokonságban állt Baudouin de Bourcq frank lovaggal. 
Az első keresztes hadjárat meghirdetésekor Josselin de Courtenay valószínűleg a szomszédos Nevers urával, II. Vilmos nevers-i gróffal együtt csatlakozott a keresztes sereghez. Öccse, Geoffrey de Courtenay szintén felvette a keresztet. Minthogy a száli törvény értelmében nem elsőszülött fiúgyermekként sem Josselin, sem öccse nem számíthatott a vagyon és a birtok megöröklésére, a keresztes háborúk remek felemelkedési lehetőséget jelentettek számukra. Josselin de Courtenay a második hullámban, 1102-ben érkezett meg a Szentföldre, ahol addigra már nagyjából körvonalazódtak a későbbi keresztes államok határai. Baudouin de Bourcq ekkor már mint edesszai gróf uralkodott; Josselin de Courtenay pedig unokatestvére szolgálatába szegődött. Hűséges és kiváló helyettesnek bizonyult, így a gróf ráruházta országa egyik felének kormányzását. Az Eufrátesz folyótól nyugatra eső vidékeket csak nagy nehézségek árán lehetett megtartani a folytonos szaracén betörések és támadások miatt, e feladat pedig a terület központja után turbesszeli úrnak is nevezett Josselin de Courtenay lovagra hárult.

### Magánélete; házasságai és gyermekei
Josselin de Courtenay egész életét és politikáját az unokatestvéréhez, Baudouin de Bourcq-hoz fűződő hűséges viszonya határozta meg. Szentföldre érkezését követően szinte azonnal barátság alakult ki kettejük között, amit azonban áthatott a hűbéri rendszer kikényszerítette alá- és fölérendelt viszonya. Josselin de Courtenay mindig tisztelettel tekintett a nála magasabb pozícióban lévő unokatestvérére, akit sosem szűnt meg támogatni és segíteni. Turbesszeli uralkodóként és edesszai grófként egyaránt a vallási türelem jellemezte politikáját: az örményekhez első felesége révén került közel, és velük való jó viszonyát mindvégig megőrizte. Vezetői képességeit dicséri, hogy az állandó fenyegetettség dacára turbesszeli birtokát felvirágoztatta és gazdaggá tette.
Josselin de Courtenay 1104 körül feleségül vette I. Konstantin örmény fejedelem egyik leányát. A hercegnő eredeti keresztneve nem ismeretes, házassága után a Beatrix néven kezdték emlegetni. A hercegnő az önálló örmény egyház tagja volt; éppen ezért népszerűségnek örvendett honfitársai körében és férjét is megkedveltette az örményekkel. Beatrix örmény hercegnő és Josselin de Courtenay kapcsolatából egyetlen fiúgyermek származott:
- Joscelin (1104 körül–1159), később Edessza grófja.

Első felesége halálát követően Josselin de Courtenay újranősült. Második hitvese Salernói Richárd és itáliai normann nemes leánya, Hauteville Mária salernói hercegnő lett. A hercegnő fivére, Salernói Roger antiókhiai régensként szintén befolyásos és előkelő bárónak számított a szentföldi nemesség körében. A házasságból egy leánygyermek származott, akinek a keresztneve nem ismert. Türoszi Vilmos krónikája alapján a leánygyermek később a Szent Mária rendház apátnője lett a Szentsír-templom közelében, és valamikor 1162 után hunyt el.

## Uralkodása

### Turbesszeli uralkodóként és galileai hercegként

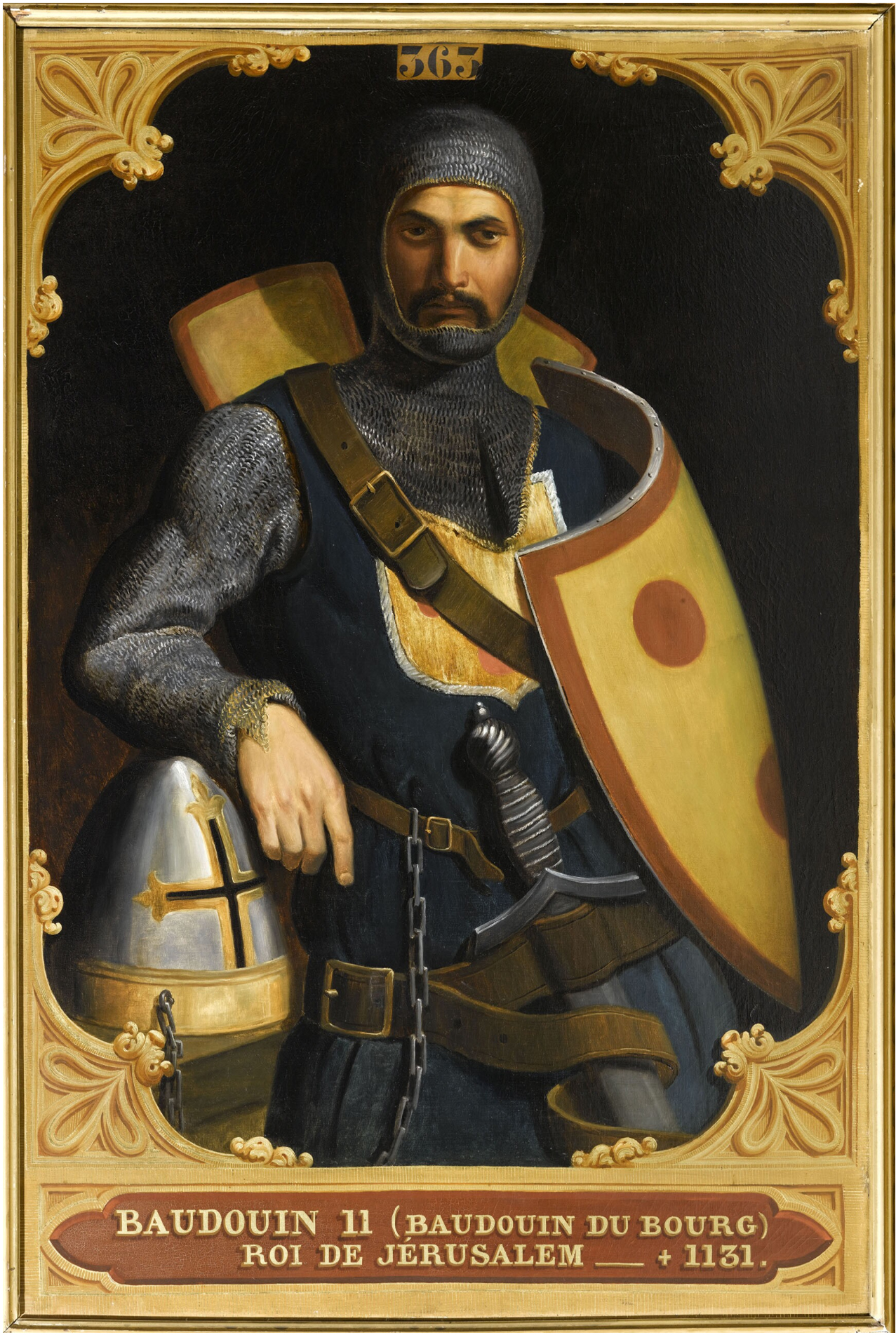
II. Balduin edesszai gróf és jeruzsálemi király, Josselin de Courtenay unokatestvére

1103 nyarán a nemrégiben muszlim fogságból kiszabadított I. Bohemund antiókhiai fejedelemmel Josselin de Courtenay kisebb hadjáratot indított Aleppó környékére. A várostól északra lévő Muszlimíje települését elfoglalták, a muszlim lakosságra súlyos adókat vetettek ki. A két lovag ezután Maras ellen szándékozott vonulni, ahol a bizánci császár nevében Torosz marasi nagyúr uralkodott. Erről értesülvén Butumitész bizánci hadvezér a marasiak védelmére sietett, a város ostromát így az antiókhiai fejedelem és Josselin de Courtenay elvetették. A rá következő évben viszont a bizánci csapatokat visszarendelték a fővárosba, így 1104 tavaszának elején I. Bohemund fejedelem és Josselin de Courtenay megint az nagyrészt örmények lakta várost tűzték ki célpontul. A marasi uralkodónak nem állt rendelkezésére fegyveres erő, és a környező területek uraitól sem várhatott segítséget. Torosz nagyúr átadta a várost a turbesszeli uralkodónak; Josselin de Courtenay cserébe lehetővé tette a tróntól megfosztott uralkodó számára, hogy elutazzék a császárvárosba. Március közepe táján Josselin de Courtenay elvágta az Aleppó–Eufrátesz közötti összeköttetést, lehetővé téve a környéken a további portyázást. Eközben a szeldzsuk törökök szervezett, összefogott katonai inváziót indítottak Edessza ellen. II. Balduin gróf segítséget kért és kapott az antiókhiai udvartól; az egyesített edesszai, galileai és antiókhiai hadak május 7-én a harráni csatában súlyos vereséget szenvedtek, s ráadásul a gróf és Josselin de Courtenay török fogságba került. Az unokatestvérek egy ideig ugyanazon helyen raboskodtak, de Szukmán mardini szultán halála után Josselin de Courtenay a szultán fivéréhez, Ilgází emírhez került. Az emír azon fáradozott, hogy megszerezze magának a néhai bátyja birtokolta területek feletti uralmat unokaöccse ellenében, ehhez viszont pénzre volt szüksége. Húszezer dinárért és katonai támogatásért cserébe felajánlotta Josselin de Courtenay szabadon bocsátását. A frank lovag turbesszeli alattvalói gyorsan előteremtették az összeget, így 1107-ben urukat elengedték. Josselin de Courtenay ezután minden erejét unokatestvére kiszabadítására fordította. Az edesszai grófot rabként tartó Dzsaválí emír hatvanezer dénárt kért az uralkodóért cserébe; a hatalmas összegnek Josselin de Courtenay csak a felét tudta előteremteni. A meglévő harmincezer dénárral a lovag személyesen ment el az emír udvarába, és önmagát ajánlotta fel túsznak unokatestvéréért cserébe, míg a gróf összeszedi a hiányzó pénzt. Dzsaválít „ez a gesztus meghatotta… Elfogadta Balduin helyett Joscelint, majd pár hónappal később, részben lovagiasságból … szabadon engedte, bízva ígéretében, hogy mindenképpen meg fogja fizetni a hiányzó pénzt. Nem kellett csalódnia.”
A II. Balduin fogsága alatt régenskedő Tankréd galileai herceg ugyan beleegyezett abba, hogy előteremti a harmincezer aranyat, Edessza városát ellenben csak hűségeskü fejében volt hajlandó visszaadni a grófnak. II. Balduin ebbe a jeruzsálemi király hűbéreseként nem egyezhetett bele, s ezért Vazul örmény fejedelemhez fordult. Az örmény uralkodó háromszáz besenyő zsoldost állított ki a gróf kérésére, továbbá megszerezte a környékbeli örmények támogatását is. Bernát antiókhiai pátriárka és Josselin de Courtenay mint turbesszeli uralkodó szintén az edesszai gróf pártját fogták: velük szemben a galileai herceg kénytelennek bizonyult meghátrálni és átadni az uralmat a jogos és törvényes uralkodónak. Josselin de Courtenay ezután visszatért turbesszeli birtokára; ám továbbra is hűségesen szolgálta az edesszai grófot és többször közvetített közte és I. Balduin jeruzsálemi király között. 1111-ben az összefogott moszuli–mardini–marágai muszlim seregek támadást terveztek Turbesszel ellen. Júliusban neki is fogtak a város ostromának, azonban a saizári szultán segítségkérésére és Ahmad-Il marágai kurd herceg javaslatára – akivel Josselin de Courtenay titokban fenntartotta a kapcsolatot – a mozlimok felhagytak a vár megvívásával, hogy helyette a régóta ellenük szervezkedő Tankréd galileai fejedelmet szorongassák meg.
1112 nyarán Maudúd moszuli atabég támadást indított Edessza ellen. Josselin de Courtenay leleplezett egy, az unokatestvére ellen szőtt összeesküvést – idejében tájékoztatta II. Balduint, aki gyorsan leszámolt az árulókkal. A tél folyamán ellenben a gróf váratlanul Josselin de Courtenay ellen fordult, árulással vádolta meg. Josselin de Courtenay „viselkedése nem nyújtott alapot Balduin gyanújához: valószínűleg mindennek Balduin féltékenysége volt az oka:” az állandó betörésektől sanyargatott Edesszával szemben Turbesszel virágzott, az örmény lakosság körében Josselin de Courtenay töretlen népszerűségnek örvendett, míg az edesszai gróf megváltozott politikája miatt kivívta az örmények gyűlöletét. Az év végén II. Balduin gróf az udvarába hívatta unokatestvérét, ahol egy mondvacsinált indokál fogva – nem látta el birtokairól a szükséges élelemmel hűbérura háznépét – börtönbe záratta. II. Balduin gróf kicsikarta unokatestvérétől a turbesszeli hűbérbirtokról való lemondást, majd szabadon eresztette. 
Josselin de Courtenay délre utazott a fővárosba; a jeruzsálemi király 1113 legelején kárpótlásul ráruházta a galileai fejedelmi címet. A Galileai Hercegség egyike volt a királyság legnagyobb területű és fekvéséből adódóan legjelentősebb hűbérbirtokainak. A hercegség fontosságából kifolyólag sokkal szervesebben kapcsolódott a királyi udvarhoz, mint a többi hűbéres állam. A galileai fejedelmi cím ekkor még nem öröklődött, a mindenkori tibériási herceget a jeruzsálemi király nevezte ki. Az is előfordult, hogy rövidebb ideig nem is volt galileai herceg, mint például a Tankréd galileai herceg halála és Joscelin herceg kinevezése közt eltelt pár hónapnyi idő alatt.

### Edesszai grófként

Az Edesszai Grófság

1118. április 2-án I. Balduin jeruzsálemi király anélkül hunyt el, hogy utódját megnevezte volna. A királyi tanács rögtön az uralkodó halála után összeült a kérdés megvitatására, hogy ki legyen a következő jeruzsálemi király. A legtöbb nemes azon a véleményen volt, hogy a koronának családon belül kell maradnia; így viszont csak két ember jöhetett szóba: a néhai király bátyjaként III. Euszták boulogne-i gróf és unokatestvéreként II. Balduin edesszai gróf. A tanács legbefolyásosabb tagja Joscelin galileai herceg volt, ő pedig az edesszai gróf pártját fogta. A galileai hercegnek sikerült meggyőznie a tanácstagokat arról, hogy neki semmilyen személyes érdeke nem fűződik az edesszai gróf királlyá tételéhez, erre pedig indokként saját alaptalan megvádolását és száműzését hozta fel bizonyítékként. A valóságban a herceg arra számított, hogy unokatestvére majd a „gonoszságát ekkora jósággal viszonozó” rokona javára mond le az edesszai trónról. Arnulf jeruzsálemi pátriárka szintén kiállt a gróf alkalmassága mellett, így a tanács végül őt szavazta meg királynak.
1118. április 21-én az immár jeruzsálemi királyként uralkodó II. Balduin a számításoknak megfelelően unokatestvérét nevezte meg utódjakén az edesszai trónon. Minthogy ekkor még a galileai fejedelmi címet is viselte, Joscelin gróf nem indult el rögvest új országába. Edessza kormányzása az ottmaradt Morfia jeruzsálemi királynéra és Galéran du Puiset frank nemesre hárult egy rövid ideig. Joscelin mint tibériási herceg a galileai birtokot védte a damaszkusziak ellen. Ősszel a királyi csapatokkal kiegészülve a galileai had betört a „damaszkuszi éléskamrába”, Deraa területére. 1119 tavaszán a galileai herceg két hűbéresével a transzjordániai Jarmúk folyó mellett legeltető beduin törzsön ütött rajta. A keresztesek megkezdték a beduinok bekerítését, akik azonban értesültek a támadásról, és időben csapdát állítottak a Geoffroy de Bures vezette osztagnak. Az eltévedt Joscelin herceg nem tudott emberei segítségére lenni; visszavonult a galileai fővárosba. Innét a királyért küldetett, aki hadával megjelenvén a megfélemlített beduinokat sarc fizetésére kényszerítette. 1119. júliusban Joscelin gróf északra utazott: a király formálisan is beiktatta edesszai birtokaiba, amiknek kormányzását ettől fogva ténylegesen I. Joscelin gróf intézte. Ezzel egyidejűleg a gróf lemondott galileai birtokairól; a galileai fejedelmi címet a király Guillaume de Bures frank lovagra ruházta.
1120-ban Ilgází emír hadjáratot vezetett az edesszai állam ellen. A támadást ugyan az edesszai gróf visszaverte, de Bernát antiókhiai pátriárka a biztonság kedvéért a királytól kért segítséget. II. Balduin békét kötött a muszlimokkal, egyértelműen meghúzva a határvonalat a keresztes és a muszlim államok között. A békekötés nem jelentette az állandó határvillongások végét; 1121. júliusban például az edesszai gróf betört a szomszédos szaracén vidékre, Dzsazíratba és jelentős zsákmánnyal tért haza. 
1122. szeptember 13-án I. Joscelin edesszai gróf egy szarúdzsi ütközet közben a mozlim Balak szarúdzsi és hanziti herceg fogságába esett, s a harpurti várban börtönözték be. A jeruzsálemi uralkodót tették meg az edesszai területek régensének, ezért a király északra ment, hogy átvegye az állam kormányzását. 1123-ban a határ védelmezése közben őt is elfogták, és unokatestvére mellé zárták. Harpurt vára örmények lakta vidéken feküdt; I. Joscelin edesszai gróf uralkodása alatt mindig is jó kapcsolatot ápolt az örményekkel, akik első feleségére való tekintettel elfogadták őt. Egy harpurti örmény paraszt értesítette a gróf edesszai örmény alattvalóit, akik erre álruhában bejutottak a harpurti börtönbe és legyőzték a helyőrséget. Megegyezésük alapján az edesszai gróf elhagyta a várat, míg a király ottmaradt annak megvédésére. A három örmény társaságában menekülő edesszai gróf sikeresen átjutott az ellenséges csapatok között, utána pedig két felfújt tömlőt használva úszógumi gyanánt  átkelt az Eufráteszen. Turbesszelbe érve felfedte kilétét felesége és az udvar előtt, de nem időzött ott sokáig. Antiókhiában remélt sereget gyűjteni, csakhogy jelentéktelenül kicsiny haderőt sikerült összeszednie, ezért a fővárosba utazott. Miután rabláncait felajánlotta a Kálvária oltárán, összehívta a királyi tanácsot. A tanács csapatokat állított fel a jeruzsálemi uralkodó kiszabadítására; de eddigre a szarúdzsi herceg már visszafoglalta és megerősítette a harpurti erődöt. I. Joscelin nem merte megtámadni a várat: elbocsátotta seregét és visszatért a turbesszeli udvarba. Még ugyanebben az évben az edesszai gróf másodszor is megpróbálkozott unokatestvére kiszabadításával, de a muszlimoktól vereséget szenvedett. 1124. júniusban a gróf a jeruzsálemi királynéval együtt utazott el tárgyalni a király elengedéséről. II. Balduin időközben átkerült a saizari emír fennhatósága alá, aki nyolcvanezer dinárért hajlandó volt szabadon engedni a királyt. A váltságdíjból mindössze húszezret sikerült előteremteni, ezért a hiányzó összeg kifizetésének biztosítéka a király legkisebb leánya, Ioveta hercegnő és az edesszai gróf egyetlen fia lett. Az 1125-ös győztes azazi csata során szerzett zsákmányból váltották ki a hercegnőt és az edesszai trónörököst is.
1127 őszén az edesszai gróf sikeresen portyázott az aleppói területeken. A király elvárásának ellenben nem tudott megfelelni: nem működött együtt II. Bohemund antiókhiai fejedelemmel egy aleppói hadjárat erejére. A két keresztes fejedelem között lévő feszültségnek több oka is volt. Egyrészt egy korábban kötött muszlim–edesszai béke értelmében az edesszai koronához kerültek olyan területek, melyek korábban az antiókhiai államhoz tartoztak. Másrészt Mária salernói hercegnő hozományához tartozott Azaz városa is, amit a régensként kormányzó bátyja ígért oda az edesszaiaknak. A nagykorúvá érő II. Bohemund antiókhiai fejedelem nézetei szerint viszont régensének nem állt volna jogában városokat adományozni, így megtagadta Azaz átadását. Válaszul I. Joscelin török zsoldosokkal megerősített seregével feldúlta a határszélen fekvő falvakat, annak ellenére is, hogy hadjárata hírére az antiókhiai pátriárka kiközösítette az egész grófságot. A viszályt elsimítandó maga a jeruzsálemi király sietett északra 1128 elején: az edesszai grófot rávette, hogy adja vissza a zsákmányt az antiókhiai fejedelemnek és mondjon le felesége hozományáról. I. Joscelin edesszai gróf könnyen engedett, mivel „megbetegedett s betegségében az ég büntetését látta.”
1131. augusztusban az edesszai seregek egy kis várat ostromoltak Aleppótól északra. A csatasorok ellenőrzése közben a gróf alatt beomlott egy akna; az öreg és amúgy is egyre betegebb uralkodó súlyosan megsebesült, felépülésére semmi remény nem látszott. Haldoklott, mikor Gázdí danismendi emír ostrom alá vette Kaiszun várát. I. Joscelin gróf a fiát szerette volna a város megsegítésére küldeni, de örököse a helyzet reménytelenségére hivatkozva dacolt a paranccsal. Az idős edesszai uralkodó erre hordágyon vitette magát serege élén a törökök ellen. Jövetelére nem számítottak, emiatt a megrettent danismendi emír visszavonult. „Egy futár sietve Joscelinhoz lovagolt, aki a földre tétette hordágyát és hálát adott Istennek. Az erőfeszítés és a lelki megrázkódtatás túl sok volt számára, ott halt meg az országút szélén.” Örökébe fia lépett, II. Joscelin edesszai gróf néven.